# Diana Baroni
Pour les articles homonymes, voir Baroni.
Diana Baroni est une flûtiste et chanteuse d’origine argentine reconnue dans l’univers de la musique baroque ainsi que la musique traditionnelle sud-américaine. Elle est l’un des membres fondateurs de l’ensemble Café Zimmerman et directrice artistique du label discographique Papilio Collection.

## Biographie

### Jeunesse
Née à Rosario en Argentine, Diana Baroni découvre à sa demande le monde de la musique à travers la méthode Orff (Orff-Schulwerk) à sept ans. Suivant la pédagogie ORFF, elle devient enseignante des plus jeunes enfants de l’école de musique de Rosario à 14 ans. C’est à cet âge qu’elle se tourne définitivement vers la flûte traversière qui lui ouvre le répertoire de la musique classique.
Parallèlement aux enseignements, Diana Baroni est soliste dans plusieurs orchestres universitaires argentins. C’est ainsi qu’elle se fait remarquer et obtient à 17 ans une bourse d’étude pour l’International Menuhin Music Academy de Gstaad, en Suisse.
A 19 ans, Diana de retour en Argentine s’installe à Buenos Aires où elle commence sa carrière de musicienne professionnelle et partage son temps entre enseignements et concerts. Tout en continuant d’explorer le répertoire de la musique classique, elle s’ouvre au monde expérimental de la musique contemporaine.

### Carrière
En 1983, après des années de dictature, l’Argentine est en pleine effervescence. C’est à cette période que Diana Baroni devient l’une des actrices majeures de la nouvelle scène musicale argentine et du Centro Experimental del Teatro Colon (CETC), sous la direction de Gerardo Gandini. Pour l’inauguration du CETC, ils mettront en scène Pierrot Lunaire d’Arnold Schoenberg.
Alliant toujours enseignement et pratique musicale, Diana Baroni collabore aux Masters Class de chant du ténor Suisse Ernst Haefliger et découvre un nouveau regard porté sur la musique baroque, entre autres sur l’œuvre de Jean-Sebastien Bach par l’Ecole d’interprétation de Karl Richter. Touchée par l’engagement et le travail autour de la musique baroque du ténor, à 26 ans Diana Baroni repart vers l’Europe.
Elle y étudie la pratique historique de la musique ancienne à la Schola Cantorum de Bâle et la flûte traversière baroque au Conservatoire de Sweelinck (Amsterdam), auprès de Wilbert Hazelzet et Jed Wentz. Son diplôme de soliste obtenu, Diana Baroni est régulièrement invitée par différents prestigieux orchestres et ensembles baroques comme Elyma, Les Nouveaux Caractères, Ensemble Vedado, Stravaganza ou encore Les Musiciens du Louvre. A cette période, elle rencontre Céline Frisch et Pablo Valetti avec qui elle fonde l’ensemble baroque Café Zimmermann. Leur premier album dédié à l’œuvre instrumentale de Jean-Sébastien Bach est immédiatement reconnu comme une nouvelle référence de la scène baroque européenne.
Ses projets personnels sont également reçus élogieusement par la presse musicale internationale, notamment ses enregistrements avec Dirk Boerner, claveciniste, de l’intégrale des sonates de Johannes Mattheson – Der Brauchbare Virtuoso. Avec Sarah van Cornewal, elle fonde également I Ludi Musici pour revisiter la musique de chambre du XVIIIe siècle autour des traversos.
En tant que soliste, elle se produit ainsi dans le cadre des prestigieux festivals comme Salzbourg, Innsbruck, Ambronay, Saint-Denis, Prague, Varsovie, et dans les plus belles salles d’Europe : Théâtre de la Ville, Théâtre des Abbesses, Musikverein Wien, Théâtre du Châtelet, Gulbenkian, Brucknerhaus Linz, et au-delà de ces frontières, en Chine, au Japon, en Argentine, en Uruguay, en Colombie, au Brésil et en Afrique.
Sa curiosité l’amène à explorer d’autres horizons, issus des musiques traditionnelles. Elle fonde ainsi son propre ensemble d’où naissent des albums du répertoire latino-américain. Elle collabore régulièrement avec le Brodsky Quartet, Tunde Jegede, Ronald Martin Alonso, Jasser Haj Youssef , Simon Drappier; ensemble ils mêlent la musique contemporaine à la richesse des folklores afro-amérindiens,. En recherche constante de nouveaux métissages, la musicienne explore la musique sans frontière.
Elle tient à s’impliquer dans la transmission de l’Histoire à travers la musique, notamment sur le sujet de l’esclavage. Diana Baroni, avec le violoncelliste et joueur de Kora anglo-nigérien Tunde Jegede, composent et créent un spectacle multi-média retraçant l’histoire de Joseph Antonio Emidy. Emidy Project est soutenu par l’UNESCO qui l’a intégré à son programme « La Route de l’esclave : Résistance, Liberté, Héritage »,,.
Diana Baroni est invitée régulièrement par le Conservatoire Supérieur de Rouen, la Asociacion Flautistica de Madrid, la International Summer School de Dartington (UK) et l’Académie Internationale de Sablé-sur-Sarthe. Elle collabore également avec le Centre des Musiques Baroque de Versailles.
Avec la graphiste Gwendoline Krzepisz, elle crée en 2013 le label discographique Papilio Collection, collectif artistique autour des héritages de musiques du monde contemporain,.

## Discographie

### Musiques afro-amérindiennes
- 2003 : Son de los Diablos / Tonadas afro-hispanas del Peru, Diana Baroni & Sapukai (Disque Incontournable Mondomix, 4 étoiles Le Monde de la Musique)
- 2006 : Nuevos Cantares del Peru, Diana Baroni Trio
- 2009 : Flor de Verano, Diana Baroni Trio & Guests (Best World Music Album JAZZ MAN Austria)
- 2013 : La Macorina / Carnet de voyages du Nouveau Monde, Diana Baroni Trio & Alter Quintet (Coup de cœur des disquaires Fnac)
- 2018 : The Emidy Project – Tunde Jegede, Diana Baroni, Rafael Guel, Simon Drappier (Choix WORLD Classique News, Labellisé UNESCO "la Route de l’Esclave")
- 2023: "Mujeres" - Diana Baroni, Ronald Martin Alonso, Rafael Guel Frias (Aparté Music)

### Répertoire Baroque
- 2001 : Johann Sebastian BACH – Concerts avec plusieurs instruments I, Café Zimmerman (Diapason d’Or & Diapason de l’année 2002 par Diapason, Choc de la musique chez Le Monde de la Musique, Recommandé par Classica)
- 2004 : Johannes MATTHESON – Der Brachbare Virtuoso, Diana Baroni, Pablo Valetti, Dirk Boerner, Petr Skalka (Recommandé par Répertoire, Month’s top recommendation par BBC Classical Music Magazine, 5 Diapasons chez Diapason, 4 étoiles par Le Monde de la Musique)
- 2004 : Jean-Henri d’Anglebert – Pièces de clavecin & airs d’après M. de Lully, Céline Frisch, Café Zimmermann
- 2007 : Johann Sebastian BACH – Concerts avec plusieurs instruments III, Café Zimmerman (5 Diapasons par Diapason, 4 étoiles par Le Monde de la Musique)
- 2007 : Johann Sebastian BACH –Weltliche Kantaten BWV 30a & 207, Gustav Leonhardt Café Zimmerman (Recommandé par La Clef, Disque de l’année 2007)
- 2009 : DOM QUICHOTTE… - Cantates & concertos comiques, Dominique Visse, Café Zimmerman
- 2009 : Johann Sebastian BACH – Concerts avec plusieurs instruments IV, Café Zimmerman (Diapason d’or, Recommandé par La Clef)
- 2011 : Johann Sebastian BACH – Flute Sonatas Volume I, Diana Baroni, Dirk Boerner, Sarah van Cornewal
- 2018 : Marc Antoine Charpentier, La Descente d’Orphée aux Enfers – Ensemble Desmarest, Ronan Khalil